# Дикий, Геннадий Анатольевич
Геннадий Анатольевич Дикий (укр. Геннадій Анатолійович Дикий; род. 31 марта 1969, Белая Церковь, Киевская область) — украинский политик, предприниматель. Городской голова Белой Церкви (с 2015 года). Являлся членом партии «Самопомощь». Депутат Белоцерковского городского совета VI созыва (2010—2015).

## Биография
Родился 31 марта 1969 года в Белой Церкви Киевской области.
С 1987 по 1989 год проходил срочную службу в рядах советской армии. С 1991 года являлся слесарем-ремонтником производственного объединения «Белоцерковщина». С января 1993 по февраль 1994 года — слесарь на малом предприятии «Техмашпродукция». С февраля 1994 по июль 1997 года — первоначально экспедитор, а затем начальник отдела снабжения предприятия «Специализированная ремонтно-строительная фирма „Жилищник“».
В 1996 году окончил Киевский политехнический институт по специальности «оборудование и технология сварочного производства».
В марте 1998 года основал и стал директором частного предприятия «Будмаркет».
На местных выборах 2010 года был избран депутатом Белоцерковского городского совета VI созыва, где входил во фракцию «Фронт перемен». Тогда же депутатом горсовета был избран его отец — Анатолий Павлович Дикий.
В 2014 году для помощи участникам вооружённого конфликта на востоке Украины основал благотворительный фонд «Белоцерковец».
На выборах городского головы Белой Церкви 2015 года Дикий баллотировался от партии «Самопомощь» и был избран во втором туре, набрав более 60 % голосов избирателей. Соперником Геннадия Дикого являлся Константин Ефименко, побивший при этом в первом туре. После победы на выборах Дикий переоформил ряд своих предприятий на своих родственников («Будмаркет», «БЦ ИСТ СЕРВИС» и «Рось Экотех» были оформлены на супругу, а «КАТП-1028» на отца). На следующих выборах главы Белой Церкви в 2020 году Дикий выдвинул свою кандидатуру от партии «За будущее».

## Семья
Супруга — Елена Дикая. Воспитывают двух дочерей и сына.